# Bpost
Bpost (dawniej De Post / La Poste) – belgijski operator pocztowy z siedzibą w Brukseli. Powstał w 1992 roku w wyniku przekształcenia Régie des Postes w samodzielne przedsiębiorstwo publiczne. W 2010 roku zmienił nazwę na Bpost.